# Futebolista Checo do Ano
O prêmio Futebolista Checo do Ano (Checo: Fotbalista roku) é concedido pela Associação de Futebol da República Tcheca (ČMFS) na República Checa. São eleitos os jogadores checos que atuam na República Checa e no exterior. São distribuidos prêmios para o jovem jogador, treinador e personalidade do ano na Liga Gambrinus.
Outra premiação de futebol existente na República Checa é a Bola de Ouro, concedido pelos jornalistas esportivos do país. 
| Ano  | Futebolista do ano                                                                           | Treinador do ano                       | Revelação do ano                           | Personalidade da Liga              |
| ---- | -------------------------------------------------------------------------------------------- | -------------------------------------- | ------------------------------------------ | ---------------------------------- |
| 2011 | Petr Čech (Chelsea)                                                                          | Pavel Vrba (Viktoria Plzeň)            | Ladislav Krejčí (Sparta Prague)            | Pavel Horváth (Viktoria Plzeň)     |
| 2010 | Petr Čech (Chelsea)                                                                          | Pavel Vrba (Viktoria Plzeň)            | Václav Kadlec (Sparta Prague)              | Pavel Horváth (Viktoria Plzeň)     |
| 2009 | Petr Čech (Chelsea)                                                                          | František Komňacký (Jablonec)          | Adam Hloušek (Jablonec/Slavia Prague)      | Tomáš Řepka (Sparta Prague)        |
| 2008 | Petr Čech (Chelsea)                                                                          | Karel Jarolím (Slavia Prague)          | Tomáš Necid (Jablonec/Slavia Prague)       | Vladimír Šmicer (Slavia Prague)    |
| 2007 | Marek Jankulovski (Milan)                                                                    | Karel Brückner (Seleção)               | Martin Fenin (Teplice/Eintracht Frankfurt) | Pavel Verbíř (Teplice)             |
| 2006 | Tomáš Rosický (Arsenal)                                                                      | Vítězslav Lavička (Slovan Liberec)     | Daniel Kolář (Sparta Prague)               | Jaromír Blažek (Sparta Prague)     |
| 2005 | Petr Čech (Chelsea)                                                                          | Karel Brückner (Seleção)               | Martin Latka (Slavia Prague)               | Karel Poborský (Sparta Prague)     |
| 2004 | Pavel Nedvěd (Juventus)                                                                      | Karel Brückner (Seleção)               | Tomáš Jun (Sparta Prague)                  | Karel Poborský (Sparta Prague)     |
| 2003 | Pavel Nedvěd (Juventus)                                                                      | Karel Brückner (Seleção)               | Jan Laštůvka (Baník Ostrava)               | Karel Poborský (Sparta Prague)     |
| 2002 | Tomáš Rosický (Borussia Dortmund)                                                            | Karel Brückner (Seleção)               | Tomáš Hübschman (Sparta Prague)            | Jiří Němec (Chmel Blšany)          |
| 2001 | Tomáš Rosický (Borussia Dortmund)                                                            | Karel Brückner (Seleção Sub-21)        | Petr Čech (Chmel Blšany/Sparta Prague)     | Miroslav Kadlec (Drnovice/Brno)    |
| 2000 | Pavel Nedvěd (Lazio)                                                                         | Jozef Chovanec (Seleção)               | Milan Baroš (Baník Ostrava)                | Oldřich Machala (Sigma Olomouc)    |
| 1999 | Jan Koller (Anderlecht)                                                                      | Jozef Chovanec (Seleção)               | Tomáš Rosický (Sparta Prague)              | Zdeněk Jánoš (Jablonec 97)         |
| 1998 | Pavel Nedvěd (Lazio)                                                                         | Jozef Chovanec (Seleção)               | Tomáš Došek (Viktoria Plzeň)               | Jaroslav Šilhavý (Viktoria Žižkov) |
| 1997 | Jiří Němec (Schalke)                                                                         | František Cipro (Slavia Prague)        | Martin Lukeš (Baník Ostrava)               | Sladjan Ašanin (Slavia Prague)     |
| 1996 | Karel Poborský (Slavia Prague/Manchester United) Patrik Berger (Borussia Dortmund/Liverpool) | Dušan Uhrin (Seleção)                  | Marek Zúbek (1. FC Brno)                   | Radek Drulák (FK Drnovice)         |
| 1995 | Radek Drulák (Petra Drnovice)                                                                | Dušan Uhrin (Seleção)                  | Ivo Ulich (SK Hradec Králové)              | Jan Stejskal (Slavia Prague)       |
| 1994 | Pavel Kuka (1. FC Kaiserslautern)                                                            | Vlastimil Petržela (FC Slovan Liberec) | Richard Dostálek (1. FC Brno)              | Jozef Chovanec (Sparta Prague)     |
| 1993 | Petr Kouba (Sparta Prague)                                                                   | Dušan Uhrin (Sparta Prague)            | -                                          |                                    |